# Polyrhachis numeria
Polyrhachis numeria é uma espécie de formiga do gênero Polyrhachis, pertencente à subfamília Formicinae.